# 人民警察证
人民警察证是中华人民共和国人民警察的身份及工作证明文件，依照警种共分为五种。

## 公安机关人民警察证
2008年2月28日，修订后的《公安机关人民警察证使用管理规定》经中华人民共和国公安部令第97号公布，自2008年2月28日起施行。 
修订后的《公安机关人民警察证使用管理规定》“适用于全国各级公安机关，铁路、交通、民航、森林公安机关和海关缉私部门及其人民警察。”“公安机关人民警察使用统一的人民警察证。”“人民警察证是公安机关人民警察身份和依法执行职务的凭证和标志。公安机关人民警察在依法执行职务时，除法律、法规另有规定外，应当随身携带人民警察证，主动出示并表明人民警察身份。”“人民警察证发放范围为公安机关在编、在职并已经评授警衔的人民警察。” 
修订后的《公安机关人民警察证使用管理规定》第六条规定了公安机关人民警察证的样式：

第六条　人民警察证由专用皮夹和内卡组成，必须内容齐全且同时使用方可有效。
人民警察证皮夹为竖式黑色皮质，外部正面镂刻警徽图案、“人民警察证”字样，背面镂刻英文“CHINA POLICE”字样；内部上端镶嵌警徽一枚和“公安”两字，下端放置内卡。

人民警察证内卡正面印制持证人照片、姓名、所在县级以上公安机关名称和警号，背面印制持证人姓名、性别、出生日期、职务、警衔、血型、人民警察证有效期限，以及“人民警察证”、“CHINA POLICE”和“中华人民共和国公安部监制”字样。

## 国家安全机关人民警察证
国家安全机关于2008年6月1日正式启用中华人民共和国国家安全部统一制发的人民警察证，各省国家安全厅原来制发及使用的《警官证》同时废止。

## 司法行政机关人民警察证
2008年12月29日，中华人民共和国司法部发布了《司法行政机关人民警察证使用管理规定》，自发布之日起施行。
《司法行政机关人民警察证使用管理规定》“适用于司法行政机关及其管理的人民警察。”“司法行政机关人民警察使用统一的人民警察证。人民警察证是司法行政机关人民警察身份和依法执行职务的凭证和标志。”“司法行政机关人民警察在依法执行职务时，除法律、法规另有规定外，应当随身携带人民警察证。在依法执行押解、追逃等需要表明人民警察身份的职务时，应当主动出示人民警察证。”“人民警察证发放范围为司法行政机关在编、在职并已经评授警衔的人民警察。”
《司法行政机关人民警察证使用管理规定》第五条规定了司法行政机关人民警察证的样式：

第五条 人民警察证由专用皮夹和内卡组成，须内容齐全且同时使用方可有效。
人民警察证皮夹为竖式黑色皮质，外部正面压印警徽图案、"人民警察证"字样，背面压印英文"CHINA POLICE"字样；内部上端镶嵌警徽一枚和"司法"两字，下端放置内卡。

人民警察证内卡正面印制持证人照片、姓名、所在单位名称，背面印制持证人姓名、性别、职务、警衔、血型、警号、身份证号，以及"人民警察证"、"CHINA POLICE"和"中华人民共和国司法部监制"字样。

## 人民法院司法警察证
2008年5月30日，中华人民共和国最高人民法院发布了《人民法院司法警察证使用管理规定》，自发布之日起施行。
《人民法院司法警察证使用管理规定》称，“人民法院司法警察使用统一的司法警察证。司法警察证是人民法院司法警察身份和依法执行职务的凭证和标志。”“人民法院司法警察在依法执行职务时，除法律、法规另有规定外，应当随身携带司法警察证，主动出示并表明司法警察身份。”“人民法院司法警察证的发放范围为人民法院在编、在岗并已经评授警衔的司法警察。”

## 检察机关人民警察证
《检察机关人民警察证使用管理规定》于2007年9月10日经中华人民共和国最高人民检察院第十届第四十二次检察长办公会议通过。
《检察机关人民警察证使用管理规定》“适用于全国各级人民检察院警务部门及其司法警察。”“检察机关司法警察使用统一的人民警察证。”“人民警察证是检察机关司法警察身份和依法执行职务的凭证和标志。”“检察机关司法警察在依法执行职务时，应当随身携带人民警察证，主动出示并表明司法警察身份。非执行职务，不得出示和使用检察机关人民警察证。”“检察机关人民警察证发放范围为检察机关在编、在职并已经评授警衔的司法警察。”
《检察机关人民警察证使用管理规定》第七条规定了检察机关人民警察证的样式：

第七条  检察机关人民警察证由专用皮夹和内卡组成，须内容齐全且同时使用方可有效。
人民警察证皮夹为竖式黑色皮质，外部正面镂刻警徽图案、“人民警察证”字样，背面镂刻英文“CHINA POLICE”字样；内部上端镶嵌金属警徽一枚和“检察”两字，下端放置内卡。

人民警察证卡正面印制持证人照片、姓名、所在人民检察院名称和警号，背面印制持证人姓名、性别、出生日期、职务、警衔、血型、人民警察证有效期限，以及“人民警察证”和“中华人民共和国最高人民检察院监制”字样。